# Wholphin
Un wholphin è un raro ibrido, nato dall'accoppiamento di un tursiope femmina (Tursiops truncatus) e una pseudorca maschio (Pseudorca crassidens).
Attualmentesono noti solo due esemplari in cattività al Sea Life Park alle Hawaii.

## Caratteristiche
Nei wholphin le dimensioni, il colore e la forma sono intermedie tra le specie parentali. In particolare il primo wholphin nato in cattività Kekaimalu ha 66 denti, intermedi tra un tursiope (88 denti) e una pseudorca (44 denti).

## Il primo wholphin
Il primo wholphin in cattività, Kekaimalu, è nata il 15 maggio 1985 da un tursiope femmina di nome Punahele, che ha condiviso una piscina con un pseudorca maschio di nome Tanui Hahai. Alla nascita il wholphin aveva un peso medio di circa 20 chilogrammi e misurava circa 114 cm. Nel maggio 1995, data del suo decimo compleanno Kekaimalu aveva raggiunto un peso di 272 kg e una lunghezza di circa 3 metri. Durante i suoi primi dieci anni fu istruita per le attività ludiche del parco acquatico e si scoprì che nonostante fosse un ibrido, non era sterile.

### Incrocio wholphin-tursiope
Allevata infatti in una vasca con altri tursiopi adulti rimase incinta e generò un cucciolo che però morì dopo pochi giorni. Ma nel 1991, all'età di sei anni, Kekaimalu diede alla luce un secondo cucciolo femmina, il primo esemplare noto al mondo, frutto dell'incrocio tra un wholphin e un tursiope maschio. Il cucciolo di nome Pohaikealoha assomigliava molto di più ad un tursiope essendo per 3/4 una tursiope e per 1/4 pseudorca. Kekaimalu passò più di due anni con il suo cucciolo, ma fu soprattutto grazie al personale del Sea Life Park che la piccola Pohaikealoha riuscì a sopravvivere. Infatti per 5 mesi dovettero alimentarla per 8 volte al giorno, siccome tra madre e cucciolo non si instaurò un rapporto di cure parentali. Pohaikealoha morì poi nel 2000, all'età di 9 anni.

## Il secondo wholphin
Il secondo wholphin attualmente vivente, anche se in realtà è anch'esso un incrocio tra una wholphin femmina e un tursiope maschio, è il terzo cucciolo che Kekaimalu ha messo al mondo assieme ad un altro tursiope maschio il 23 dicembre 2004. Al cucciolo fu dato il nome di Kawili Kai e a solo pochi mesi dalla nascita, era già delle dimensioni di un tursiope di 1 anno. Madre e cucciolo vivono ora in cattività nel Sea Life Park nelle Hawaii.